# Naiv?
A Naiv? a C.A.F.B. eddigi utolsó hivatalos lemeze, a legendássá vált, ma az Egyesült Államokban élő énekes gitáros, Szakácsi Gáborral. Szakácsi ezután a lemez után legközelebb, csak 2009-ben lépett színpadra a zenekarral, miután amerikai állampolgársága megszerzését követően Magyarországon járt. Látogatása idején felvételeket hivatalosan nem rögzített az együttessel.

## A Naiv?

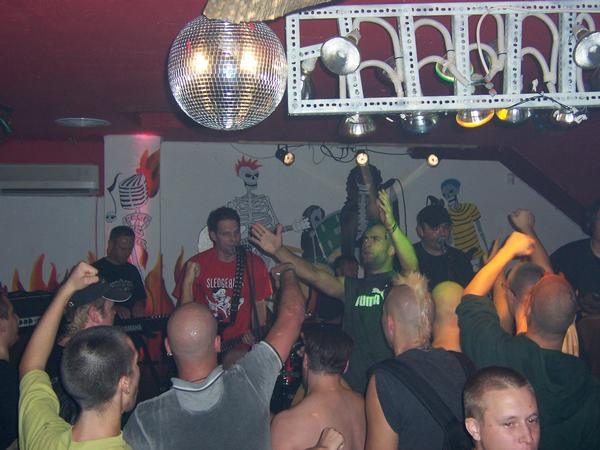
A C.A.F.B. Szakácsival 2009-ben.Az említett egyetlen koncerten 1999 óta.

Naiv? (Naiv,vagy Naiv kérdések) a C.A.F.B. együttes eddigi utolsó hivatalos nagylemeze amit Szakácsi Gábor közreműködésével készített. A zenekar valahai alapítója, hivatalosan soha nem lépett ki a C.A.F.B. soraiból, de a Sledgeback nevű amerikai zenekara megalakulásával egyidejűen (2004) érezhetően csökkent magyar együttesében való munkájának mennyisége. Mindezek ellenére, a lemezen szereplő dalok közel száz százalékát Szakácsi írta. Az anyag eltérő időpontokban, több éves munka során készült el, részben Magyarországon, részben az Egyesült Államokban, amit a zenekar a lemez borítójában is feltüntetett. A Naiv?  című album nem tartalmaz egyetlen feldolgozást sem, a "Zanza" es a Subkontakt lemezektől éltérően. A tömény gitárhangzás mellett a produkció igen sok esetben használ samplert és a punk műfajban igen ritkán fellelhető effekteket.A lemez az Auróra együttes énekesének (Vig László) tulajdonában álló, Auróra records gondozásában jelent meg 2004 tavaszán. A Naiv? című lemez megjelenésének idején, második alkalommal kapott teljes (önálló) címlap felületet a C.A.F.B. a népszerű Magyar könnyűzenei magazin, a Rockinform 2004. májusi számában.
A lemezhez eddig egyetlen videóklip készült, a Diktátor című dalra, melyet a zenekar egyik volt tagja, Boskó György készített.

## Közreműködők
- Sütő Lajos – Ének, gitár
- Szakácsi Gábor – Ének, gitár
- Urbán László – dob, vokál
- Lukács Zsolt – basszusgitár

## Az album dalai
1. Mindig mondtam
2. Utazás
3. Veled, vagy nélküled
4. Diktátor
5. Fekete hó
6. Lehúz a vérem
7. Nem érzem
8. Kupleráj
9. Vesztek mindent
10. Élvezz!
11. Ő is részeg
12. Srác a pácban 2
13. Mikor lesz vége
14. Repülök